# Cmentarz Doły w Łodzi
Cmentarz Doły – jedna z najważniejszych i największych nekropolii Łodzi. Znajduje się we wschodniej części dzielnicy Bałuty po obu stronach ulicy Smutnej, od strony południowej sięga ul. Telefonicznej. Powierzchnia cmentarza wynosi ponad 12ha.
Szybki rozwój miasta i towarzyszący mu wzrost populacji w latach 90 XIX wieku przyczynił się do braku miejsc na starym cmentarzu, dlatego postanowiono wtedy wyznaczyć nowe tereny pod ten cel. Wybór padł na wieś Doły, charakteryzującą się pagórkowatym terenem, wzgórzami oraz dołami powstałymi w wyniku różnych wyrobisk. Architektem odpowiedzialnym za projekt cmentarza był inżynier Ignacy Stebelski.
Cmentarz powstał w 1896 jako miejsce pochówku dla luteran i rzymskich katolików. W późniejszym czasie wyznaczono dodatkowe miejsca dla baptystów, prawosławnych, muzułmanów i mariawitów.
Najstarszym zachowanym nagrobkiem, jest pomnik Franciszka Komorowskiego z 1899 roku, zachowany w części rzymskokatolickiej cmentarza.

## Podział
Cmentarz składa się z następujących części:
- cmentarz rzymskokatolicki pw. św. Wincentego à Paulo,
- cmentarz komunalny (wejście główne od ul. Smutnej),
- cmentarz wojskowy pw. św. Jerzego (wejście główne od al. G. Palki),
- cmentarz prawosławny pw. św. Aleksandra Newskiego (wejście od ul. Telefonicznej),
- cmentarz baptystów,
- cmentarz zielonoświątkowców,
- cmentarz mariawitów.

## Miejsca Pamięci Narodowej
- Grób wojenny – zbiorowa mogiła bojowników z lat 1905–1907,
- Pomnik ofiar pomordowanych w obozach niemieckich,
- Pomnik ofiar terroru hitlerowskiego,
- Pomnik młodocianych ruchu oporu.

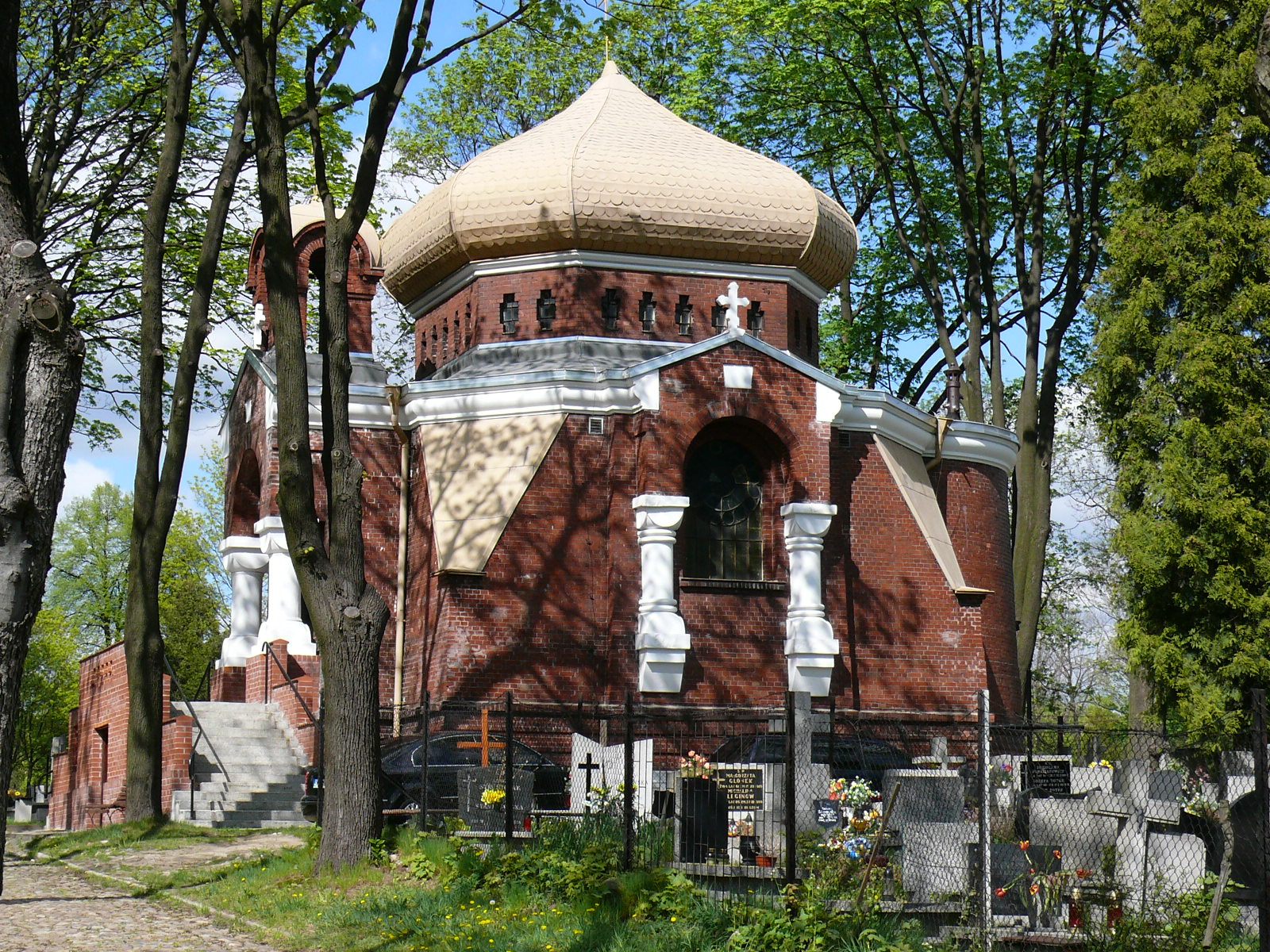
Cerkiew Zaśnięcia Bogurodzicy na prawosławnej części
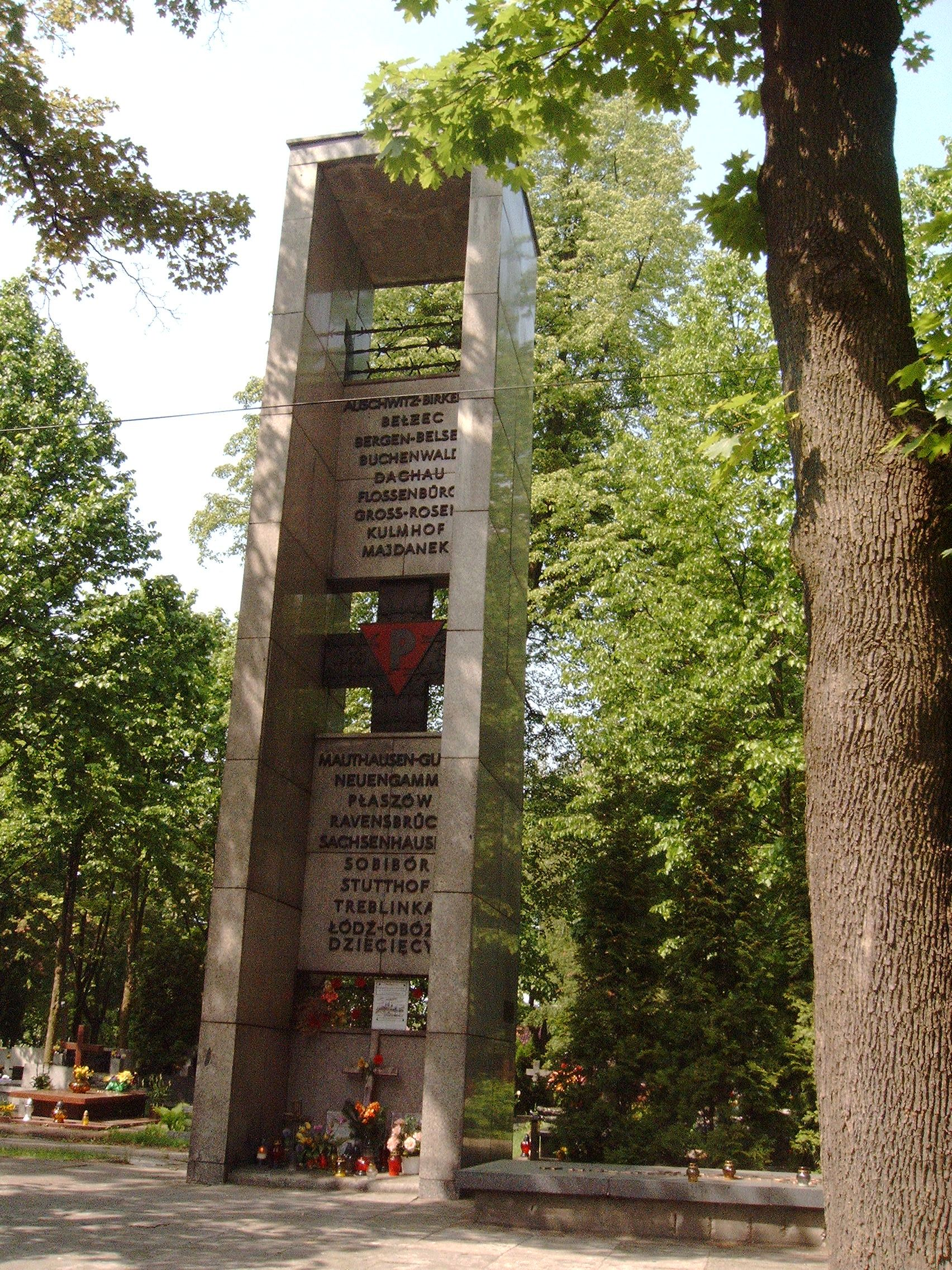
Pomnik ofiar pomordowanych w obozach hitlerowskich; część komunalna
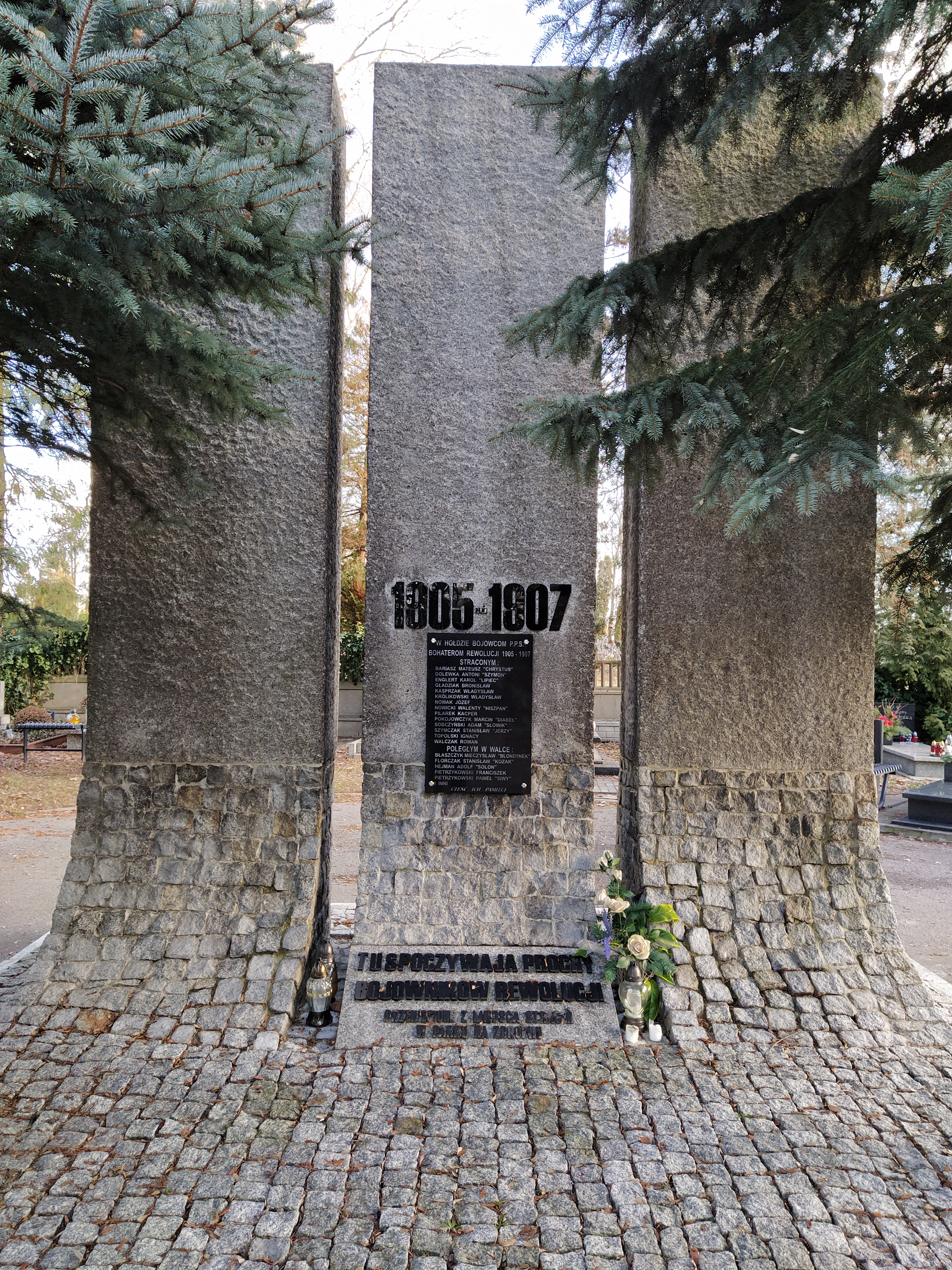
Mogiła bojowników PPS poległych 1905–1907, część komunalna
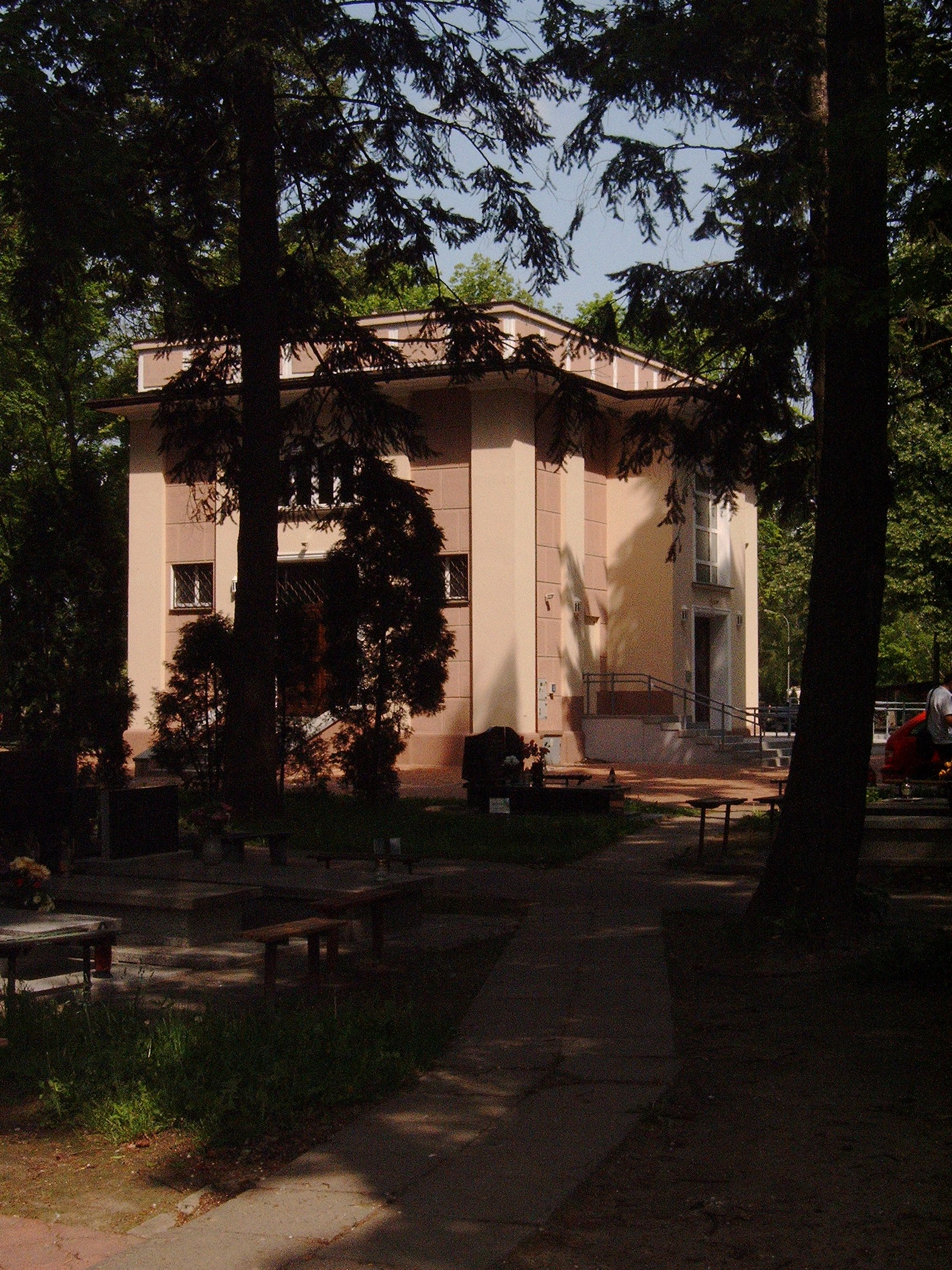
Dom pogrzebowy, część komunalna

## Pochowani
W części cmentarza komunalnego znajduje się Aleja Zasłużonych. Pochowano w niej następujące osoby:
- Hieronim Andrzejewski – współtwórca rezerwatów regionu łódzkiego – kwatera XI,
- Jadwiga Andrzejewska – aktorka – kw. XXVIII,
- Kiejstut Bacewicz – muzyk – kw. XI,
- Bogdan Baranowski – historyk, orientalista, regionalista – kw. XI,
- Julian Baranowski – kustosz – kw. XI,
- Małgorzata Bartyzel – dziennikarka, posłanka – kw. XXVIII,
- Janusz Bąk – nauczyciel, wychowawca młodzieży – kw. XVIII,
- Aleksander Bednarz – aktor – kw. XI,
- Ludwik Benoit – aktor – kw. XI,
- Jacek Bierezin – poeta – kw. XI,
- Janusz Borkowski – prawnik – kw. XI,
- Włada Bytomska – prządka, bojowniczka KPP – kw. VII,,
- Marek Czekalski – prezydent Łodzi,
- Kazimierz Dejmek – reżyser – kw. XVI,
- Witold Dembowski – nauczyciel – kw. XI,
- Monika Dzięgielewska–Geitz – promotorka sztuki – kw. XI,
- Samuel Engel – żołnierz powstania śląskiego – kw. VII,
- Wiesław Garboliński – malarz, rysownik – kw. XI
- Matylda Garbolińska–Niwald – dziennikarka,
- Marian Glinkowski – reżyser – kw. XI,
- Roman Gondko – biochemik i biofizyk – kw. XI,
- Ariusz Grabicki – harcmistrz, nauczyciel – kw. XI,
- Wirgiliusz Gryń – aktor – kw. XXXII,
- Tomasz Grzegorczyk – prawnik, sędzia Sądu Najwyższego – kw. XXXIV,
- Tomasz Grzelak – przedsiębiorca – kw. XXXIV,
- Szymon Harnam – działacz komunistyczny – kw. VII,
- Wojciech Jerzy Has – reżyser – kw. XI,
- Zdzisław Hejduk – reżyser teatralny, dramatopisarz, – kw. XI,
- Janusz Hereźniak – profesor biologii, dendrolog – kw. XXVIII,
- Janusz Indulski – profesor nauk medycznych – kw. XI,
- Stefan Jankowski – polski chemik, profesor – kw. XI,
- Zdzisław Jaskuła – poeta, pisarz, reżyser, społecznik – kw. XXVIII,
- Leszek Jezierski – piłkarz, trener piłki nożnej – kw. XI,
- Andrzej Jocz – profesor sztuk plastycznych, rzeźbiarz – kw. XXVIII,
- Bolesław Kardaszewski – architekt – kw. XI,
- Tomasz Kiesewetter – profesor, dyrygent – kw. XI
- Andrzej Piotr Kern – adwokat – kw. XXVIII,
- Halina Klatkowa – geomorfolog – kw. III,
- Henryk Kluba – reżyser – kw. XI,
- Krystyna Kotełko – mikrobiolog – kw. XXVIII,
- Jerzy Krasuń – aktor teatralny – kw. XI,
- Jan Krysiński – inżynier mechanik, profesor – kw. XXXII,
- Stefan Krygier – artysta malarz – kw. XI,
- Piotr Krzywicki – polityk, prawnik – kw. XVIII,
- Jan Antoni Kudra – kolarz – kw. XXXIV-26-9,
- Bogusław Kukuć – dziennikarz sportowy
- Sylwia Alicja Kurzela – dziennikarka – kw. XXXIV-26-7,
- Stefan Lelental - prawnik
- Wiesław Machejko – dziennikarz – kw. XXVIII,
- Bogusław Mec – piosenkarz – kw. XVIII,
- Teresa May-Czyżowska – śpiewaczka operowa – kw. XI,
- Marian Minich – historyk sztuki – kw. VII,
- Kazimierz Mucha – dyrektor Urzędu Miasta Łodzi – kw. XI
- Ryszard Andrzej Niemczyk – trener siatkarskiej Reprezentacji Polski Kobiet – kw. XXVIII
- Józef Niewiadomski – prezydent Łodzi (1978–1985) i minister budownictwa, gospodarki przestrzennej i komunalnej (1985–1986) – kw. XI,
- Adam Ochocki – dziennikarz – kw. XXVIII,
- Maria Olszewska-Lelonkiewicz – trenerka jazdy figurowej na lodzie – kw. XV,
- Grzegorz Palka – pierwszy prezydent Łodzi w III RP – kw. XXVIII,
- Jarosław Pietrzyk – prezydent Miasta Łodzi, wojewoda – kw. XI,
- Krzysztof Ptak – operator filmowy, wykładowca – kw. XI,
- Edward Rosset – demograf i statystyk – kw. IX,
- Piotr Różycki – dziennikarz – kw. XXVIII,
- Mieczysław Maciej Rutowicz – działacz opozycji antykomunistycznej – kw. XXXIV-26-12,
- Jerzy Sadek – piłkarz ŁKS-u, reprezentant Polski,
- Horacy Safrin – poeta, satyryk – kw. VII,
- Jerzy Scheur – działacz opozycji antykomunistycznej – kw. XI,
- Tadeusz Schmidt – aktor, reżyser – kw. XI,
- Bogusław Sochnacki – aktor – kw. XI,
- Mieczysław Stawiński – doktor nauk technicznych – kw. XI,
- Wiesław Szczotkowski – reżyser Teatru Powszechnego w Łodzi – kw. XI,
- Adam Szpunar – prawnik – kw. XI,
- Antoni Szram – historyk sztuki, konserwator zabytków, muzealnik– kw. XI,
- Jadwiga Szustrowa – lekarz – kw. VII,
- Iwona Śledzińska-Katarasińska - dziennikarka, polityk - w latach 1991–2023 - poseł na Sejm RP
- Krzysztof Andrzej Talczewski – reżyser, scenarzysta i producent filmów – kw. XXXIV-26-8,
- Andrzej Terlecki – działacz opozycji antykomunistycznej – kw. XVIII,
- Grzegorz Timofiejew – poeta – kw. VII,
- Krzysztof Tronczyński – lekarz i urzędnik – kw. XXVIII
- Janusz Tryzno – polski grafik, malarz, rysownik – kw. XXXIV
- Wiesław Bogusław Urbański – działacz solidarnościowy – kw. XXXIV-26-11,
- Jerzy Wdowczyk – profesor UŁ, fizyk – kw. XI
- Paweł Wielechowski – działacz opozycji antykomunistycznej – kw. XVIII,
- Zbigniew Władyka – rzeźbiarz – kw. XI,
- Lucjusz Włodkowski – dziennikarz – kw. IX,
- Ryszard Wojciechowski – działacz solidarnościowy – kw. XVIII,
- Jerzy Woźniak – reżyser – kw. XXVIII
- Mieczysław Wroński – profesor UŁ, chemik – kw. XI,
- Jakub Wujek – architekt – kw. XVIII,
- Mieczysław Józef Zyner – restaurator i literat z Łodzi – kw. XXXIV-26-13,
- Teresa Żylis-Gara – polska śpiewaczka operowa – kw. XI.

za: Cmentarze komunalne, Zarząd Zieleni Miejskiej Łódź i Łódź.pl.